# Bibasis amara
Bibasis amara is een vlinder uit de familie van de dikkopjes (Hesperiidae). De wetenschappelijke naam van de soort is voor het eerst geldig gepubliceerd in 1865 door Frederic Moore. Deze soort wordt tot de Burara-soortengroep gerekend.